# Horace Ashenfelter
Horace Ashenfelter (Collegeville, Pennsylvania, 1923. január 23. – West Orange, New Jersey, 2018. január 6.) olimpiai bajnok amerikai futó.

## Pályafutása
Az 1952-es helsinki olimpián 3 000 méteres akadályfutás versenyszámban világcsúccsal lett olimpiai bajnok. Az 1955-ös mexikóvárosi pánamerikai játékokon 5 000 méteren ezüstérmet szerzett. Az 1956-os melbourne-i olimpián 3 000 m akadályfutásban a selejtezőben kiesett.

## Sikerei, díjai
- Olimpiai játékok
  - aranyérmes: 1952, Helsinki (3 000 m akadály)
- Pánamerikai játékok
  - ezüstérmes: 1955, Mexikóváros (5 000 m)